# 가지타역
가지타역(일본어: 梶田駅)은 일본 히로시마현 미요시시에 위치한 서일본 여객철도 후쿠엔 선의 철도역이다. 단선 승강장 1면 1선의 구조를 갖춘 지상역이다.

## 역 주변
- 히로시마 현도 27호 기사유키 선
- 히로시마 현도 425호 가지타미라사카 선

## 역사
- 1963년 10월 1일 : 후쿠엔 선의 고누 역 - 빈고야스다 역 간에 신설 개업.
- 1987년 4월 1일 : 일본국유철도 분할 민영화에 의해, 서일본 여객철도가 승계.

## 인접 역
| 후쿠엔 선          | 후쿠엔 선   | 후쿠엔 선                         |
| ------------------ | ----------- | --------------------------------- |
| 고누 후쿠야마 방면 | ■ 후쿠엔 선 | 빈고야스다 시오마치 · 미요시 방면 |